# Sergei Iossifowitsch Wyschedkewitsch
Sergei Iossifowitsch Wyschedkewitsch (russisch Сергей Иосифович Вышедкевич; * 3. Januar 1975 in Dedowsk, Russische SFSR) ist ein russischer Eishockeyspieler, der zuletzt bis 2011 bei Torpedo Nischni Nowgorod in der Kontinentalen Hockey-Liga unter Vertrag stand.

## Karriere

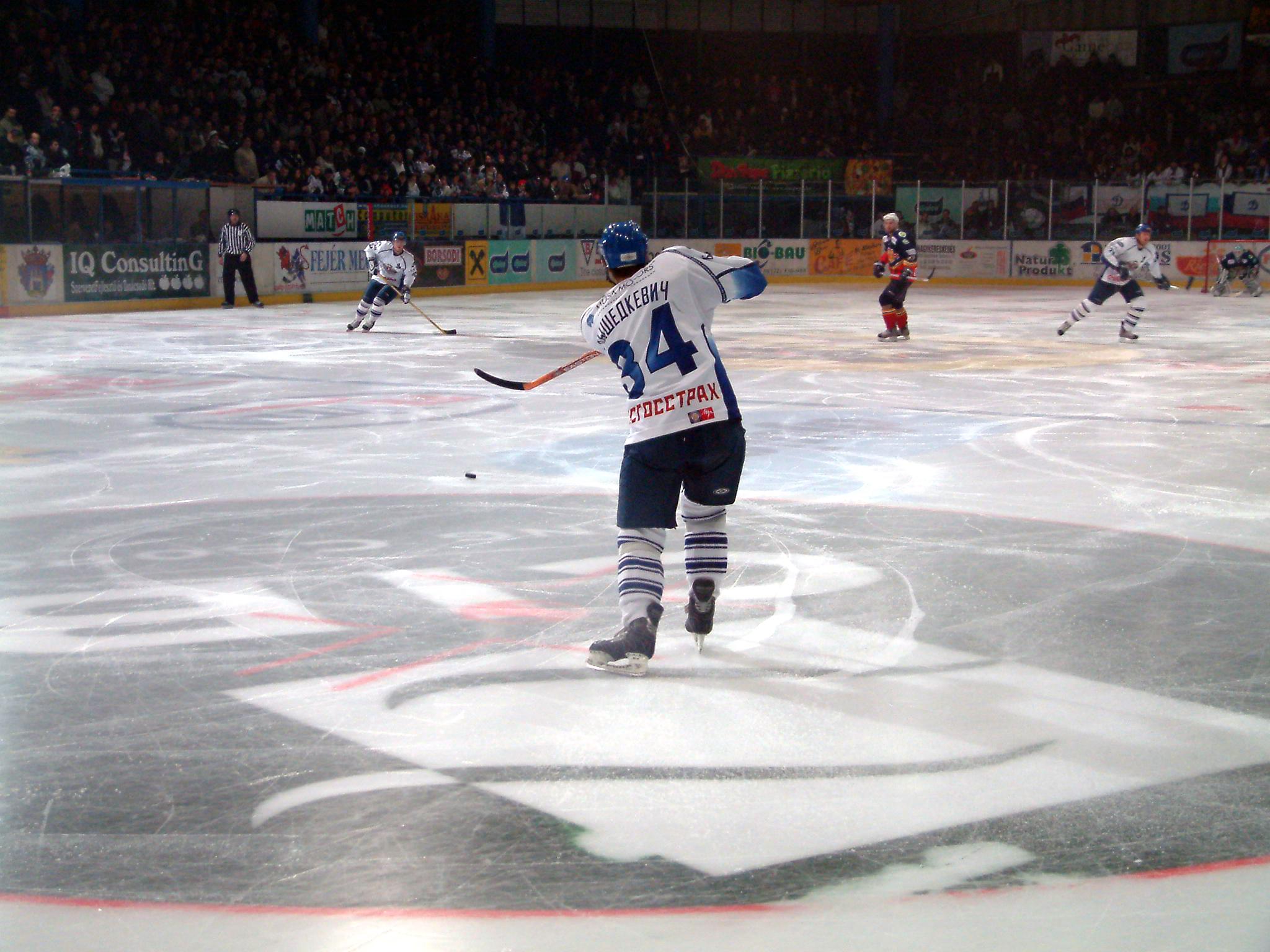
Sergei Wyschedkewitsch beim IIHF Continental Cup 2004/05

Sergei Wyschedkewitsch begann seine Karriere als Eishockeyspieler beim HK Dynamo Moskau, für den er bis 1996 in der russischen Superliga aktiv war, und mit dem er in der Saison 1994/95 GUS-Meister wurde. In dieser Zeit wurde er im NHL Entry Draft 1995 in der dritten Runde als insgesamt 70. Spieler von den New Jersey Devils gewählt.
Der Verteidiger wechselte gleich im Sommer 1995 nach Nordamerika und spielte drei Jahre lang für New Jerseys Farmteam, die Albany River Rats aus der American Hockey League, ohne ein einziges Spiel für die Devils in der National Hockey League zu absolvieren. Nachdem der Russe im Sommer 1999 zu den neu gegründeten Atlanta Thrashers transferiert worden war, gab er für diese in der Spielzeit 1999/2000 sein Debüt in der NHL. Insgesamt verblieb Wyschedkewitsch zwei Jahre bei den Thrashers, ehe er im Februar 2001 mit Torwart Scott Langkow zu den Mighty Ducks of Anaheim geschickt wurde, die im Gegenzug Ladislav Kohn nach Atlanta abgaben. Bei den Kaliforniern kam der Russe im Spieljahr 2000/01 aber nur noch zu Einsätzen bei den Cincinnati Mighty Ducks in der AHL. Im Anschluss daran kehrte Wyschedkewitsch zum HK Dynamo Moskau zurück. Mit Dynamo gewann der Linksschütze 2000 und 2005 erneut die russische Meisterschaft, sowie 2006 den IIHF European Champions Cup und 2008 den Spengler Cup. 2010 wechselte er zum Ligakonkurrenten Torpedo Nischni Nowgorod.

### International
Für Russland nahm Wyschedkewitsch an der Junioren-Weltmeisterschaft 1995, sowie den Weltmeisterschaften 2002, 2003 und 2005 teil.

## Erfolge und Auszeichnungen
- 1995 GUS-Meister mit dem HK Dynamo Moskau
- 2005 Russischer Meister mit dem HK Dynamo Moskau
- 2006 IIHF-European-Champions-Cup-Gewinn mit dem HK Dynamo Moskau
- 2008 Spengler-Cup-Gewinn mit dem HK Dynamo Moskau

### International
- 1995 Silbermedaille bei der Junioren-Weltmeisterschaft
- 2002 Silbermedaille bei der Weltmeisterschaft
- 2005 Bronzemedaille bei der Weltmeisterschaft

## Statistik
(Stand: Ende der Saison 2010/11)